# Public Universal Friend

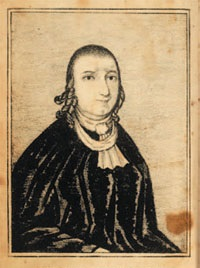
Porträtt av Public Universal Friend från Hudsons biografi utgiven 1821

The Public Universal Friend född år 1751, död 1819, var en amerikansk kristen predikant och grundare av Society of the Universal Friends. 
The Public Universal Friend föddes år 1751 i Cumberland i Rhode Island som åttonde barn till lantbrukaren Jeremiah Wilkinson och Amy Whipple, båda kväkare. I sin ungdom, i mitten av 1770-talet, gick Public Universal friend med i ett nytt samfund vid namn New-Lights, som dock föll samman kort efter att det bildats. I samband med detta blev Public Universal Friend först tillbakadragen och sedan svårt sjuk. Hösten 1776 hade situationen förvärrats till dödligt, men Public Universal Friend vaknade plötsligt upp och sade sig ha återuppstått som en könlös och namnlös profet och därefter endast kallades Public Universal Friend (ungefär "Mänsklighetens Allmänna Vän").
Public Universal Friend samlade med åren hundratals lärjungar och reste runt i New England till häst iklädd manlig kyrkoklädsel, predikande en troslära med drag från kväkarna och baptismen. I denna ingick bland annat slaverimotstånd, förespråkande av celibat och kvinnors och mäns lika möjligheter att bli ledare. Lärjungarna blev fler, även många förmögna New England-bor gick med, och ur detta bildades Society of the Universal Friends. Rörelsen och ledaren fick dock även kritik, och efter ett upplopp i Philadelphia flyttade Friend till den då okända vildmarken i Yates County i delstaten New York. Detta ledde till att rörelsen blev isolerad, men en grupp lärjungar fortsatte vara lojala fram till Friends död i sjukdom 1819.